# Subtropische Breitfußbeutelmaus

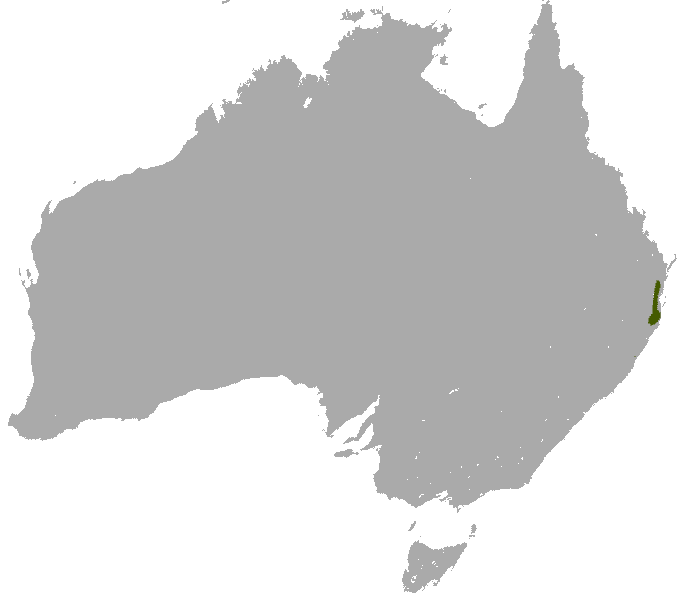
Verbreitungskarte von Antechinus subtropicus

Die Subtropische Breitfußbeutelmaus (Antechinus subtropicus) ist eine Beutelsäugerart, die im südöstlichen Queensland und im nordöstlichen New South Wales von Gympie im Norden bis zum Dorrigo-Nationalpark im Süden vorkommt. Sie wurde erst im Jahr 2000 wissenschaftlich beschrieben und galt vorher als konspezifisch mit der Stuart-Breitfußbeutelmaus (Antechinus stuartii).
Der Artzusatz im wissenschaftlichen Namen ist das lateinische Wort für Subtropen.

## Merkmale
Die Männchen der Subtropischen Breitfußbeutelmaus haben eine Kopf-Rumpf-Länge von 9,5 bis 13,6 cm, einen 8,8 bis 10,6 cm langen Schwanz und wiegen 18 bis 78 g. Weibchen bleiben mit Kopf-Rumpf-Längen von 8,1 bis 11,2 cm, Schwanzlängen von 6,4 bis 9,6 cm und einem Gewicht von 16 bis 33,1 g deutlich kleiner. Von der Färbung und Schädelmorphologie her ähnelt die Subtropischen Breitfußbeutelmaus sehr der Stuart-Breitfußbeutelmaus ist aber in der Regel etwas größer und schwerer, hat einen größeren Schädel und ist einheitlicher braun gefärbt, während die Stuart-Breitfußbeutelmaus auf der Oberseite graubraun gefärbt ist. Die Weibchen der Subtropischen Breitfußbeutelmaus haben acht Zitzen im Beutel.

## Lebensraum und Lebensweise
Subtropische Breitfußbeutelmäuse sind in der Regel nachtaktiv und leben von Meeresspiegelhöhe bis in Höhen von 1000 Metern in subtropischen Wäldern die dicht mit Lianen, Schlingpflanzen und Epiphyten bewachsen sind („Notophyll vine forest“). Am Rande des Lianenwaldes bevorzugen sie dicht mit Pionierpflanzen wie Wandelröschen (Lantana camara), Rubus sp., Homalanthus sp., Riesenblättrigem Pfeilblatt (Alocasia macrorrhizos), jungen Palmen oder dem Adlerfarn Pteridium esculentum zugewachsene Bereiche. Im gesamten Lebensraum der Subtropischen Breitfußbeutelmaus liegt die jährliche Regenmenge bei über 2000 mm. Die Art ernährt sich von Insekten, Spinnen, Flohkrebsen und möglicherweise auch von kleinen Wirbeltieren. Ein in menschlicher Obhut gehaltenes großes Männchen tötete und fraß eine ausgewachsene Hausmaus (Mus musculus). Die Tiere dringen auch in Häuser ein um Fleisch und Tierfutter zu fressen. Dabei werden sie selber oft Opfer von Hauskatzen. Subtropische Breitfußbeutelmäuse paaren sich im September und Oktober. Nach einer Tragezeit von 25 bis 26 Tagen werden 7 bis 8 Jungen geboren, die ca. 5 Wochen im Beutel bleiben und mit einem Alter von 3 Monaten entwöhnt werden. Alle Männchen sterben kurz nach der Paarung und die meisten Weibchen kurz nachdem ihre Jungen selbständig geworden sind.

## Gefährdung
Die IUCN listet die Subtropische Breitfußbeutelmaus als (Least Concern) gering gefährdet ein. Im größten Teil ihres Verbreitungsgebietes sind die Tiere relativ häufig, südlich von Brisbane aber eher selten. In verschiedenen Nationalparks im Verbreitungsgebiet sind niemals Subtropische Breitfußbeutelmäuse nachgewiesen worden.